# Toorbul
Toorbul – miasto w Australii, w stanie Queensland.